# Nuoto ai campionati mondiali di nuoto 2022 - 800 metri stile libero femminili
La gara di nuoto degli 800 metri stile libero femminili dei campionati mondiali di nuoto 2022 è stata disputata il 23 e 24 giugno 2022 presso la Duna Aréna di Budapest. Vi hanno preso parte 21 atlete provenienti da 17 nazioni.
La competizione è stata vinta dalla nuotatrice statunitense Katie Ledecky, mentre l'argento e il bronzo sono andati rispettivamente all'australiana Kiah Melverton e all'italiana Simona Quadarella.

## Podio
| Posizione | Atleta            | Nazionalità |
| --------- | ----------------- | ----------- |
| Oro       | Katie Ledecky     | Stati Uniti |
| Argento   | Kiah Melverton    | Australia   |
| Bronzo    | Simona Quadarella | Italia      |

## Programma
| Data           | Ora (UTC+2) | Turno    |
| -------------- | ----------- | -------- |
| 23 giugno 2022 | 10:31       | Batterie |
| 24 giugno 2022 | 19:26       | Finale   |

## Record
Prima della competizione il record del mondo e il record dei campionati erano i seguenti:
| Record mondiale       | 8'04"79 | Katie Ledecky Stati Uniti | 12 agosto 2016 Rio de Janeiro, Brasile |
| Record dei campionati | 8'07"39 | Katie Ledecky Stati Uniti | 8 agosto 2015 Kazan', Russia           |

Nel corso della competizione non sono stati migliorati.

## Risultati

### Batterie
| Pos. | Batteria | Corsia | Atleta                       | Nazionalità    | Tempo   | Note   |
| ---- | -------- | ------ | ---------------------------- | -------------- | ------- | ------ |
| 1    | 3        | 4      | Katie Ledecky                | Stati Uniti    | 8'17"51 | Q      |
| 2    | 3        | 3      | Lani Pallister               | Australia      | 8'24"66 | Q, RIT |
| 3    | 2        | 5      | Leah Smith                   | Stati Uniti    | 8'25"19 | Q      |
| 4    | 3        | 5      | Li Bingjie                   | Cina           | 8'27"19 | Q      |
| 5    | 3        | 6      | Isabel Marie Gose            | Germania       | 8'27"69 | Q      |
| 6    | 3        | 7      | Eve Thomas                   | Nuova Zelanda  | 8'27"82 | Q      |
| 7    | 2        | 4      | Simona Quadarella            | Italia         | 8'27"96 | Q      |
| 8    | 2        | 3      | Kiah Melverton               | Australia      | 8'30"68 | Q      |
| 9    | 2        | 7      | Viviane Jungblut             | Brasile        | 8'32"26 | Q      |
| 10   | 2        | 2      | Miyu Namba                   | Giappone       | 8'32"91 |        |
| 11   | 3        | 1      | Kristel Köbrich              | Cile           | 8'37"02 |        |
| 12   | 3        | 2      | Ajna Késely                  | Ungheria       | 8'38"64 |        |
| 13   | 3        | 8      | Gabrielle Roncatto           | Brasile        | 8'38"65 |        |
| 14   | 2        | 6      | Tang Muhan                   | Cina           | 8'39"46 |        |
| 15   | 2        | 0      | Diana Durães                 | Portogallo     | 8'41"37 |        |
| 16   | 2        | 8      | Ángela Martínez              | Spagna         | 8'45"12 |        |
| 17   | 3        | 0      | Katrina Bellio               | Canada         | 8'45"67 |        |
| 18   | 3        | 9      | Han Da-kyung                 | Corea del Sud  | 8'49"18 |        |
| 19   | 1        | 4      | Arianna Valloni              | San Marino     | 8'59"95 |        |
| 20   | 1        | 5      | Võ Thị Mỹ Thiện              | Vietnam        | 9'12"87 |        |
| 21   | 1        | 3      | Vár Erlingsdóttir Eidesgaard | Fær Øer        | 9'16"94 |        |
| -    | 1        | 2      | Talita Te Flan               | Costa d'Avorio | -       | dns    |
| -    | 1        | 6      | Arianna Lont                 | Saint-Martin   | -       | dns    |
| -    | 2        | 1      | Paula Otero                  | Spagna         | -       | dns    |
| -    | 2        | 9      | Gan Ching Hwee               | Singapore      | -       | dns    |

### Finale
| Pos.    | Corsia | Atleta            | Nazionalità   | Tempo   | Note |
| ------- | ------ | ----------------- | ------------- | ------- | ---- |
| Oro     | 4      | Katie Ledecky     | Stati Uniti   | 8'08"04 |      |
| Argento | 1      | Kiah Melverton    | Australia     | 8'18"77 |      |
| Bronzo  | 7      | Simona Quadarella | Italia        | 8'19"00 |      |
| 4       | 5      | Leah Smith        | Stati Uniti   | 8'20"04 |      |
| 5       | 3      | Li Bingjie        | Cina          | 8'23"15 |      |
| 6       | 6      | Isabel Marie Gose | Germania      | 8'23"78 |      |
| 7       | 2      | Eve Thomas        | Nuova Zelanda | 8'30"37 |      |
| 8       | 8      | Viviane Jungblut  | Brasile       | 8'37"04 |      |